# Crkva sv. Andrije u Krakovu
Crkva sv. Andrije u Krakovu (polj. Kościół Świętego Andrzeja) je katolička crkva u Krakovu. Među najstarijim je građevinama u Poljskoj, koje su preživjele do danas. Prema poljskom kroničaru Janu Dugoszeu to je jedina građevina u Krakovu, koja je preživjela napad Mongola 1241. godine.
Crkva se nalazi u središtu Krakova u Ulici Grodzka. Sagrađena je u romaničkom stilu u drugoj polovici 11. stoljeća. Kasnije je međutim, preuređena u baroknom stilu. Njena izgradnja je započela 1079., a završila dvadesetak godina kasnije 1098.
Oduprela se mnogim napadima, kao što su velike mongolske invazije Europe u prvoj polovici 13. stoljeća. Od 1320. godine, crkva pripada Redu svete Klare (sestre klarise).